# Чоко-Мару № 2
Чоко-Мару № 2 (Choko Maru No.2) — судно, яке під час Другої світової війни брало участь в операціях японських збройних сил в архіпелазі Бісмарка.

## Передвоєнна служба
Судно спорудили як «Чоко-Мару» в 1927 році на верфі Osaka Iron Works на замовлення компанії Osaka Shosen, яка поставила його на регулярні рейси між Кобе та китайським Тяньцзінем.
У 1939 році новим власником стала компанія Toa Kaiun.
10 листопада 1941 року судно реквізували для потреб Імперського флоту Японії та переобладнали в канонерський човен. 10 грудня того ж року назву змінили на Чоко-Мару № 2.

## Служба на Труку
17—25 грудня «Чоко-Мару № 2» перейшов із Йокосуки на схід Каролінських островів до атола Трук (нині Чуук; ще до війни тут була створена потужна база ВМФ, з якої до лютого 1944 року провадились операції в цілій низці архіпелагів). До середини квітня 1942 року човен ніс службу на Труку, де здійснив численні виходи на патрулювання, а також виконав кілька рейсів до інших островів архіпелагу — атола Капінгамарангі та островів Мортлок (9—16 січня 1942 року), а також Понапе (31 січня — 5 лютого 1942 року). 18—25 квітня «Чоко-Мару № 2» повернувся до Йокосуки, де до 17 травня проходив ремонт.
18 травня 1942 року човен вийшов з Японії, 24—25 травня відвідав атол Намонуїто (200 км на північний захід від Труку), а 27 травня знову прибув на Трук. Наступні кілька місяців човен ніс патрульну службу на Труку, а 5 серпня вирушив на Палау (важливий транспортний хаб на заході Каролінських островів). У період з 10 по 16 августа «Чоко-Мару № 2» супроводжував транспорти «Ясукава-Мару» та «Мйоко-Мару» (1939), які перевозили підрозділи 41-ї піхотної дивізії, від Палау до Рабаула — головної передової бази японців в архіпелазі Бісмарка, з якої провадились операції на Соломонових островах та сході Нової Гвінеї. 22 серпня корабель повернувся на Трук.
31 січня «Чоко-Мару № 2» вийшов з Труку на допомогу транспорту «Аоморі-Мару», узяв його на буксир та привів на Палау.
19 жовтня 1942 року корабель повернувся на Трук, де до середини січня 1943 року ніс місцеву ескортну службу, зустрічаючи та супроводжуючи судна, які проходили через цю базу (враховуючи значення Труку, на підходах до нього постійно діяли американські підводні човни).

## Служба на Палау
20 січня 1943 року «Чоко-Мару № 2» та мисливець за підводними човнами CH-12 полишили Трук для охорони ешелону D конвою № 35, що прямував до Рабаула. Того ж дня «Чоко-Мару № 2» відділився від загону та взяв участь у рятувальних роботах (20 січня за 450 км на південний схід від Труку підводний човен потопив два судна зі складу ешелону С, який рухався до острова Бугенвіль). Після цього човен повернувся до ешелону D.
22 січня ешелон D прийняли під супровід два нові мисливці за підводними човнами, тоді як «Чоко-Мару № 2» та CH-12 узялись за ескортування конвою, котрий полишав архіпелаг Бісмарка. 27 січня «Чоко-Мару № 2» врятував близько 1 тисячі осіб із судна «Буйо-Мару», потопленого підводним човном за 600 км на південь від Палау.
28 січня човен прибув на Палау, де ніс ескортну службу до кінця травня. 28 травня — 3 червня 1943 року «Чоко-Мару № 2» в охороні конвою № 8282 пройшов на Трук, з якого до кінця червня здійснив кілька виходів на ескортування.

## Рейс до Японії
28 червня човен вирушив з Труку, забезпечуючи додатковий ескорт для гідроавіаносця «Саньо-Мару», який повели на буксирі до Японії для проведення ремонту («Саньо-Мару» був пошкоджений ще в січні в центральній частині Соломонових островів, на базі гідроавіації в затоці Реката-Бей). 12 липня конвой досяг Йокосуки.
До кінця літа 1943 року «Чоко-Мару № 2» проходив обслуговування та ремонт, а 2 вересня вирушив із Йокосуки як один із кораблів ескорту конвою № 3902. Останній прямував на Трук із заходом на Сайпан (Маріанські острови), проте «Чоко-Мару № 2» 9 вересня відділився від конвою та 13 вересня прибув напряму на Трук.

## Рейси у вересні— грудні 1943 року
14—19 вересня 1943 року човен пройшов до Рабаула, ескортуючи конвой № 1143, а вже 20 вересня вийшов звідти охороняючи конвой № 2202, котрий через кілька днів досяг Труку.
26 вересня — 6 жовтня 1943 року «Чоко-Мару № 2» пройшов з Труку на Палау, супроводжуючи конвой № 7261. У цей період — 1 жовтня — видали наказ щодо зворотної конверсії корабля у транспортне судно. 6—12 жовтня «Чоко-Мару № 2» повернувся на Трук, а 14 жовтня вийшов звідти до Японії, ескортуючи конвой № 4014B, який 24 жовтня прибув до Йокосуки.

## Рейси як транспортне судно
1—14 листопада 1943 року «Чоко-Мару № 2» пройшло з Йокосуки на Трук у складі конвою № 3101, а 20 листопада вийшло у зворотний рейс із конвоєм № 4120. 24—25 листопада останній зупинявся на Сайпані, а 29 листопада досяг Йокосуки.
19 грудня 1943 року судно у складі конвою № 3219 вийшло з Йокосуки на Трук, куди прибуло 29 грудня.

## Останній рейс
У січні 1944 року «Чоко-Мару № 2» вирушило у свій останній рейс, мавши на буксирі катер Hayabusa-Tei No.4 (25 тонн). У районі за 600 км на південний захід від Труку та на такій же відстані на північ від островів Адміралтейства судно атакував підводний човен Albacore. Із шести випущених торпед дві влучили в ціль, після чого «Чоко-Мару № 2» розломилося навпіл і затонуло. Загинуло 13 членів екіпажу та багато пасажирів (їх на борту було близько трьохсот). Також затонув і катер Hayabusa-Tei No.4.